# Martine Ntumba Bukasa
Martine Ntumba Bukasa, est une femme politique de république démocratique du Congo  Elle est ministre du Développement rural dans le gouvernement Badibanga.

## Carrière politique
Martine Bukasa Ntumba est présidente nationale du parti politique Groupement pour l'Émergence du Congo (GEC) depuis le 31 aout 2020,.Elle est aussi la premiere vice ministre de l'intérieur et de l'insécurité de la RDC.
En dehors de sacarriere poliyique, elle militte aussi pour les droits des femmes et des filles.
Selon l'ancienne vice-ministre de l'Intérieur sous Augustin Matata Ponyo, qui a également démissionné de son poste de coordonnatrice des femmes du RIA, ce regroupement politique est devenu « une caisse de résonance sachant qu'elle regorge en son sein de grandes personnalités du pays et un grand effectif de la population qui fait confiance aux dirigeants des partis politiques membres, pendant que ces derniers ne sont nullement intéressés lors des prises d'initiative et décisions engageant l'avenir de leurs partisans en particulier et de la population en général ».